# Great Fencote
Great Fencote – wieś w Anglii, w hrabstwie North Yorkshire, w dystrykcie (unitary authority) North Yorkshire. Leży 53 km na północny zachód od miasta York i 329 km na północ od Londynu. Great Fencote jest wspomniana w Domesday Book (1086) jako Fencotes.